# Rolling star
「Rolling star」（ローリング・スター）は、日本のシンガーソングライター・YUIのメジャー7作目（通算8作目）のシングル。

## 概要
前作「I remember you」から約4か月ぶりのシングル。また、STUDIOSEVEN Recordingsにレーベル移籍後初の作品でもある。「Good-bye days」以来2作ぶりに単数形態で発売された。
表題曲はテレビアニメ『BLEACH』のオープニングテーマに起用された。『BLEACH』及びアニメのタイアップを手掛けるのは「LIFE」以来4作ぶりとなった。オリコンチャートデイリー3位、週間4位を獲得。3作連続でのトップ5入りを果たした。
後にナノがカバーし、アルバム『NOIXE』に収録された。

## 収録曲
| 全作曲: YUI。 |                                             |      |            |                       |      |
| #             | タイトル                                    | 作詞 | 作曲・編曲 | 編曲                  | 時間 |
| 1.            | 「Rolling star」                            | YUI  | YUI        | northa+               | 3:10 |
| 2.            | 「Winter Hot Music」                        | YUI  | YUI        | northa+               | 3:08 |
| 3.            | 「I remember you 〜YUI Acoustic Version〜」 | YUI  | YUI        | Hajime Mizoshita、YUI | 4:02 |
| 4.            | 「Rolling star 〜Instrumental〜」           |      | YUI        | northa+               | 3:10 |

### 解説
1. Rolling star
前年に開催された『ROCK IN JAPAN FESTIVAL 2006』にて初披露された楽曲で[2]、1stアルバム『FROM ME TO YOU』の収録曲の候補に挙がっていたデッドストックでもある。エレキギターを掻き鳴らして歌う楽曲に着想を得て制作され、自然に歌詞も前のめりな内容になっていき、意図せず応援歌になったという[3]。
2. Winter Hot Music
3. I remember you 〜YUI Acoustic Version〜
メジャー6thシングルの表題曲の弾き語りアコースティックバージョン。
4. Rolling star 〜Instrumental〜
表題曲のインストゥルメンタルバージョン。

## 参加ミュージシャン
- YUI：Vocal & Chorus (#1〜3)、Guitar (全曲)

Support Musician
- 鈴木Daichi秀行：Guitar & Programming (#1,2,4)、Bass (#2)
- イワイエイキチ：Bass (#1,4)
- そうる透：Drums (#1,4)

## タイアップ
- テレビ東京系列アニメ『BLEACH』5代目オープニングテーマ (#1)

## 収録アルバム
- CAN'T BUY MY LOVE (#1)
- MY SHORT STORIES (#2)
- SHE LOVES YOU (#1)
- GREEN GARDEN POP (#1)
- BLEACH BEST TUNES (#1)
- J-ポッパー伝説2［DJ和 in WHAT's IN? 20th MIX］ (#1)
- NOIXE (#1)

## カバー
Rolling star
- 寿美菜子 - 2009年5月17日に行われた、ユニット・スフィアのイベント「スフィア 1st Stream 〜スフィアとアニメの音楽会〜」にてカバー。
- 中川翔子 -  2012年10月4日発売のYUIトリビュート・アルバム『SHE LOVES YOU』、2013年1月9日発売のアルバム『UCHI-SHIGOTO,SOTO-SHIGOTO!!』に収録。
- エルセとさめのぽき - 2019年11月27日発売（先行配信10月26日）のアルバム『IMAGINATION vol.2』に収録。
- Afterglow（美竹蘭〈佐倉綾音〉） - 2020年11月5日にゲーム『バンドリ! ガールズバンドパーティ!』に収録。